# Hans Jacob Sparre

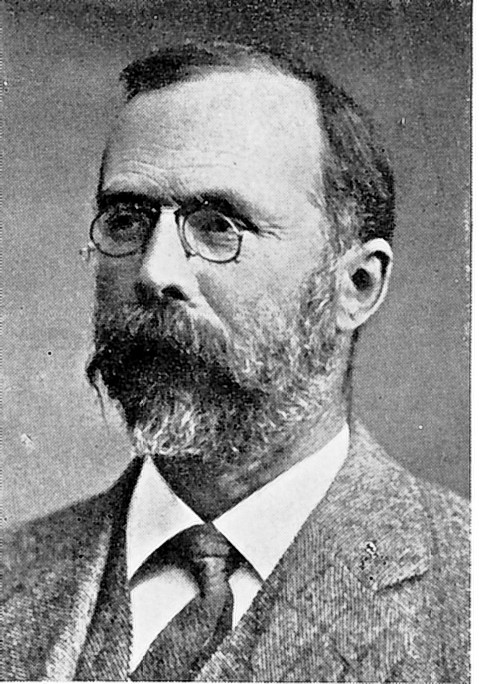
Hans Jacob Sparre

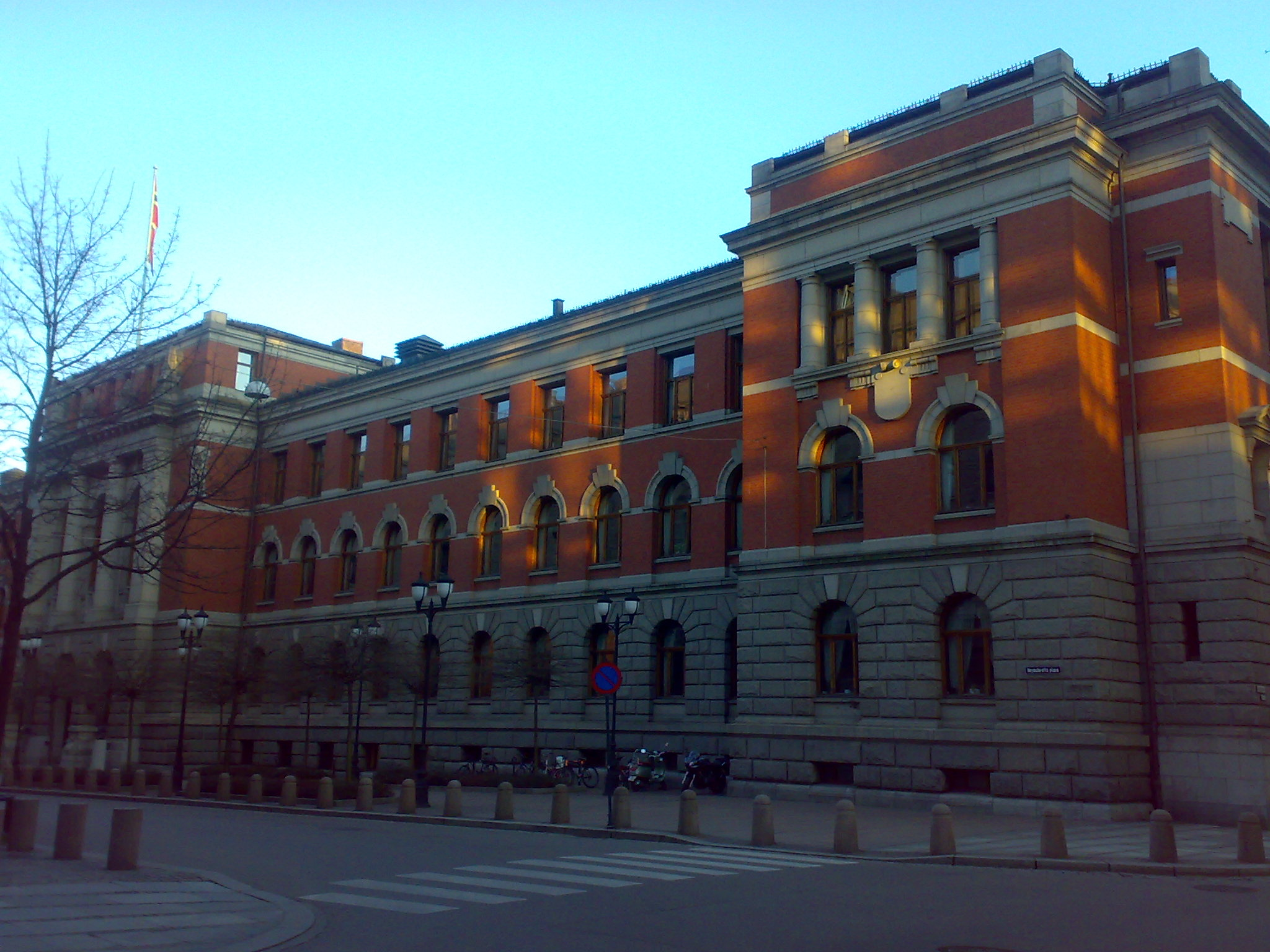
Høyesteretts Hus i Oslo

Hans Jacob Sparre, född den 18 november 1861, död 1937, var en norsk arkitekt, son till Ole Jacob Sparre.
Hans Jacob Sparre blev utexaminerades 1881 från Bergens tekniske skole och utbildde sig i arkitektur ved Hannovers tekniska högskola. Efter att ha varit bosatt i Berlin och andra tyska städer i nio år, blev han rektor för Arendals tekniska aftonskola och blev 1893 byggnadsinspektör i Bergen. Han etablerede sig 1897 som arkitekt i Kristiania. Han ritade bland annat Høyesteretts Hus, Högsta domstolens lokaler i Oslo.